# Marcell Deák Nagy
Marcell Deák Nagy (* 28. Januar 1992 in Budapest) ist ein ungarischer Sprinter, der sich auf den 400-Meter-Lauf spezialisiert hat.
2010 gewann er über 400 Meter Silber bei den Juniorenweltmeisterschaften in Moncton und schied bei den Europameisterschaften in Barcelona im Vorlauf der 4-mal-400-Meter-Staffel aus.
2011 siegte er über 400 Meter bei den Junioreneuropameisterschaften in Tallinn und bei der Universiade in Shenzhen, 2012 gewann er Silber bei den Europameisterschaften in Helsinki und schied bei den Olympischen Spielen in London im Vorlauf aus.

## Persönliche Bestzeiten
- 400 m: 45,42 s, 22. Juli 2011, Tallinn
  - Halle: 47,01 s, 1. Februar 2011, Wien